# Ladaniva
Pour le véhicule tout-terrain, voir Lada Niva.
Ladaniva est un groupe franco-arménien de musiques du monde, originaire de Lille. Le groupe est fondé en 2019 par Jaklin Baghdasaryan, chanteuse, et Louis Thomas, multi-instrumentiste. Son style musical s'inspire de musiques du monde entier, en particulier des musiques traditionnelles des Balkans, du maloya et du folklore arménien. Le nom du groupe provient de celui d'un 4x4 russe très rustique, la Lada Niva. 
Le groupe a représenté l'Arménie au Concours Eurovision de la Chanson 2024 avec la chanson Jako.

## Biographie
Ladaniva est né en 2019 à Lille, de la collaboration entre Jaklin Baghdasaryan, chanteuse, et Louis Thomas, multi-instrumentiste.
Jaklin Baghdasaryan, née en 1996 à Eghegnazor, en Arménie, a grandi à Minsk, en Biélorussie, avant d'émigrer en France avec sa mère en 2014. Elle chante depuis sa petite enfance et, installée à Tourcoing, est inscrite au Conservatoire de Lille. Louis Thomas, né en 1987 à Lille, musicien de jazz accompli issu d'une famille de musiciens, fréquente lui aussi le conservatoire. Un soir de 2015, ils se rencontrent par hasard lors d'une jam session dans un bar musical du Vieux-Lille, l'Intervalle, avant de se recroiser au conservatoire.
En mars et avril 2020, alors que  de nombreux pays frappés par la pandémie de Covid-19 sont confinés, Ladaniva publie deux vidéos, Vay Aman et Zepyuri Nman, qui rencontrent un grand succès, notamment auprès de la communauté arménienne. Puis vient le clip Kef Chilini qui totalise 18 millions de vues en quelques mois.
En 2021, le groupe représente le Nord-Pas de Calais aux iNOUiS du Printemps de Bourges et se produit aux Trans Musicales de Rennes. En 2022, il reçoit le Prix du public aux Music Moves Europe Talent Awards où il représentait la France.
C'est en 2023 que Ladaniva sort son premier album, intitulé du nom du groupe, produit et distribué par [PIAS].
Le 9 mars 2024, il est annoncé que le groupe représentera l'Arménie au Concours Eurovision de la Chanson 2024, à Malmö, en Suède. C'est le 13 mars qu'est révélée Jako, la chanson que Ladaniva interprète lors de la deuxième demi-finale du concours, le 9 mai 2024. Le groupe se classe troisième et se qualifie ainsi pour la finale. A l'issue de la grande finale, le 11 mai, il se classe huitième avec 183 points.

## Style musical et image
Le répertoire du groupe est inspiré d'une part par les chansons traditionnelles d'Arménie, de Russie et des Balkans, et d'autre part par la musique d'Amérique latine, d'Afrique et de la Réunion.

## Discographie

### Singles
- 2020 : Kef Chilini
- 2020 : Oror
- 2021 : Pourquoi t'as fait ça ?
- 2023 : Shakar
- 2023 : Wayo Waya
- 2024 : Jako
- 2024 : Here's to you Ararat
- 2024 : Saraiman

### Participations
- 2021 : Malika avec Voyou sur l'EP Chroniques terrestres (Vol.1)

## Membres
- Jaklin Baghdasaryan — chant
- Louis Thomas — guitare, trompette, flûte, percussions